# 陵水会
陵水会（りょうすいかい、英: Ryosui Alumni Association）は、滋賀大学経済学部およびデータサイエンス学部、大学院の卒業生・修了生を対象とした同窓会組織である。旧制彦根高等商業学校に由来し、2025年現在では約37,000名以上の会員を擁する。

## 概要
陵水会は、滋賀大学経済学部およびデータサイエンス学部、大学院（経済学研究科およびデータサイエンス研究科）の卒業生・修了生を中心とした同窓会組織である。母校の教育・研究活動支援、学生の就職活動支援、「陵水奨学金」および「グローバルリーダー育成陵水奨学金」の給付などを実施している。また、全国および海外に20の支部を有し、支部ごとに総会や親睦イベントが行われている。

## 歴史
陵水会の歴史は、1926年（大正15年）に設立された旧制彦根高等商業学校の東京支部にまで遡る。1935年（昭和10年）前後に「陵水会」と命名され、以後、同窓生間の結束と交流を深めるための活動を行ってきた。2017年（平成29年）4月には、一般社団法人化された。

## 活動内容
陵水会の主な活動には、以下の項目が挙げられる：
- 滋賀大学経済学部・データサイエンス学部および大学院の教育・研究活動の支援
- 学生の就職活動への助力、インターンシップなどの支援
- 奨学金制度の運営（「陵水奨学金」「グローバルリーダー育成陵水奨学金」）
- 同窓生間のネットワーキングおよび親睦活動
- 『陵水会年報』の発行による活動報告と情報共有

この他にも、各地の支部でゴルフ会や文化イベントが開かれている。

## 組織構成
陵水会の運営は、理事、監事、理事長、副理事長によって構成される。理事の人数は20名から25名以内、監事は2名から5名以内と定められている。理事長は1名、副理事長は若干名が就任する。

## 支部活動
陵水会は国内外に20の支部を持ち、それぞれの支部が独自に総会や親睦イベントを開催している。

## 所在地
本部は滋賀県彦根市の滋賀大学内に所在する。
- 滋賀県彦根市馬場1丁目1-1 滋賀大学内